# Gutshaus Adelsborn

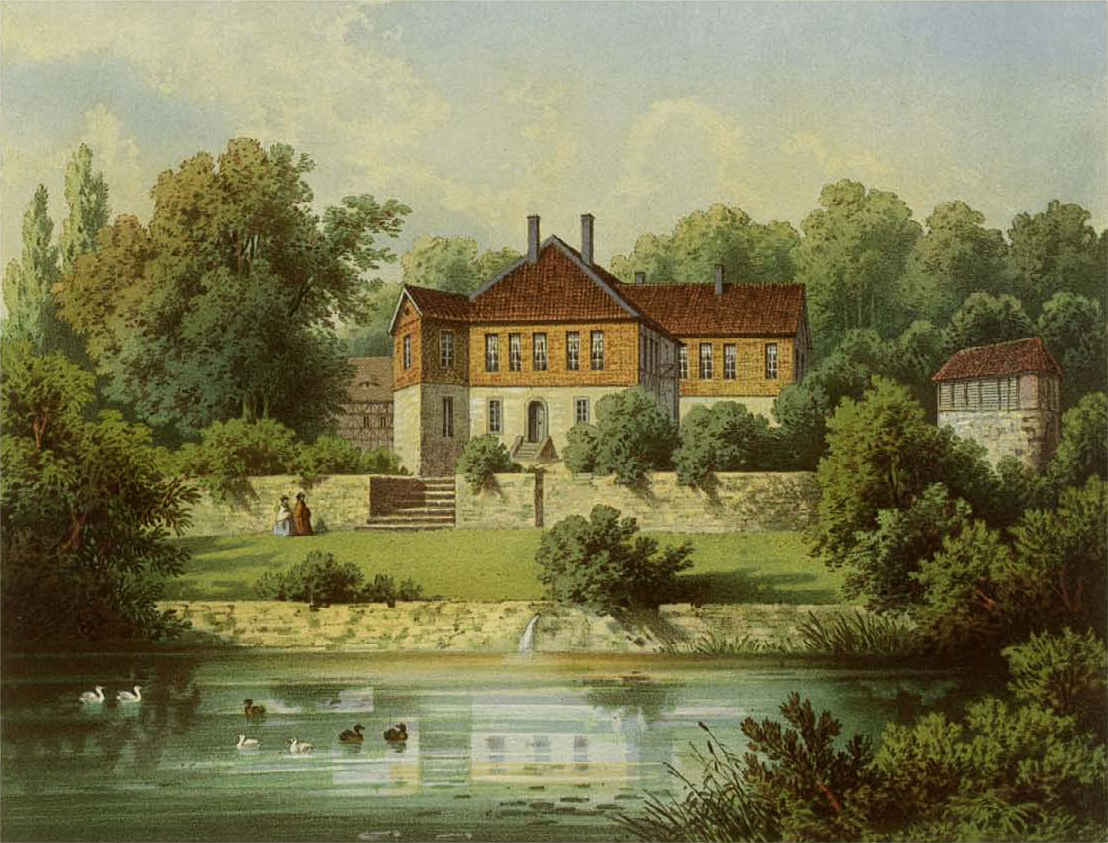
Gutshaus Adelsborn um 1860, Sammlung Duncker. Nach 1945 abgerissen

Das Gutshaus Adelsborn war ein Gutshaus im Ortsteil Adelsborn der Stadt Leinefelde-Worbis im heutigen Thüringen und bis 1945 Sitz der Herren von Wintzingerode. In den letzten Jahrzehnten seiner Existenz befand sich das Haus im Landkreis Worbis im Regierungsbezirk Erfurt der Provinz Sachsen. Es wurde zur Zeit der SBZ entschädigungslos enteignet und abgerissen.

## Geschichte
Am 1. Januar 1337 kaufte Hans von Wintzingerode, der Ritter und Burgmann zum Rusteberge war, von Heinrich dem älteren Grafen von Hohenstein für 600 Mark den Bodenstein, ein sehr altes Braunschweig-Grubenhagen’sches Stammhaus auf dem Ohmberg, mit dem umliegenden Land.
1510 bis 1515 war das Gut im Besitz der Familie von Wintzingerode und wahrscheinlich wurde der Bau des Adelsborn zwischen Bodenstein und dem Dorf Kirchohmfeld schon damals begonnen, aber erst 1554 ganz vollendet. Diese Jahreszahl befand sich unter dem Wappen der Familie von Wintzingerode über der Einfahrt zu dem Adelsborn. Seit jener Zeit teilte sich auch die Familie von Wintzingerode in die Bodensteiner und Adelsborner Linie und hatte zwei Stammhäuser, den Bodenstein und den Adelsborn. Nach einer Zeichnung im Familien-Archiv war der Adelsborn in der damaligen Zeit mit fünf Türmen, äußerem und innerem Hof, von Gräben und Mauern umgeben, ein stattlicher Herrensitz.
Als strenggläubige Protestanten waren die von Wintzingerode in die Religionskriege verwickelt, sodass die Adelsborner Linie nach dem Ende des Dreißigjährigen Krieges ausstarb. Der Besitz des Gutes Adelsborn wechselte deshalb bis 1664 oft unter denen von Wintzingerode, die, weil sie nach den Religionskriegen viel Besitz verloren hatten und als Protestanten in ihrer Heimat, dem Erzstift Mainz, keine Zukunft sahen, sondern in aller Herren Länder Dienste suchen mussten. 1802 fiel das Gebiet um das Gutshaus an Preußen. Es war seit 1750 unbewohnt und nur noch eine Ruine.
1796 ließ der ehemalige königlich-preußische Hauptmann Johann Ernst von Wintzingerode, nachdem er alleiniger Lehnsbesitzer des Adelsborn geworden war, die Ruine aufräumen und abtragen und baute auf den acht Fuß starken Mauern des unteren Stockes ein neues Wohnhaus, das 1800 vollendet wurde. Durch die westfälische Gesetzgebung wurde der Adelsborn Allodium von Johann Ernst, der aber nur drei Töchter und keinen Sohn hatte.
Nach dem Tod des Johann Ernst kaufte im Jahr 1842 der ehemalige königliche Kammerherr und Landrat Wilhelm Freiherr von Wintzingerode-Knorr auf Haus Wehnde und Breitenbich aus der Erbschaft seines Schwiegervaters den Adelsborn. Dadurch fiel das Gut an einen der früheren Agnaten und dessen Söhnen erster Ehe, den königlichen Landrat des Kreises Mühlhausen und Premier-Lieutenant im 6. Landwehr-Ulanen-Regiment, Levin Freiherr von Wintzingerode-Knorr, und den ehemaligen königlichen Lieutenant, Sittig Freiherr von Wintzingerode-Knorr.
Nach der entschädigungslosen Enteignung des Adels in der SBZ 1945 wurde das Gutshaus 1948 abgerissen. Heute existiert vom eigentlichen Gutshof noch der Torbogen mit der Jahreszahl 1554 und das Forsthaus. Etwas abseits im Wald befindet sich noch die Grabstätte Adelsborn.